# Écran divisé
Pour l’article homonyme, voir Écran divisé (informatique).

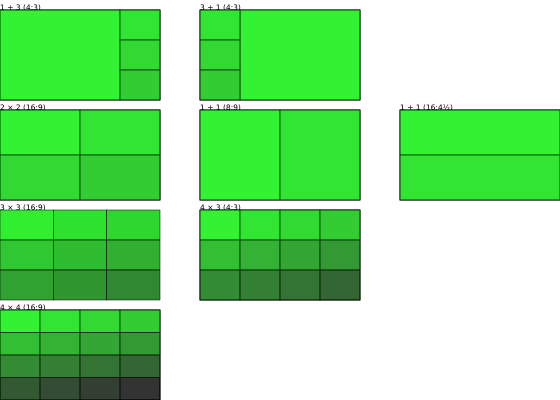
Quelques configurations d'un split screen rectangulaire sur un écran 16:9.

L'écran divisé, ou split screen, anglicisme traduit en français par multi-image, et parfois par francisation écran splitté, est, dans une production audiovisuelle (au cinéma, à la télévision, dans un jeu vidéo), un effet consistant à diviser l'écran en plusieurs parties, chacune de ces parties présentant des images différentes : plusieurs scènes différentes, ou bien plusieurs perspectives différentes d'une même scène.

## Historique
Le split screen apparaît au tout début des années 1900. En 1901, le Français Ferdinand Zecca adapte au cinéma la technique du retour en arrière de la littérature et choisit de positionner l’évocation par flash-back dans une portion de l’écran, au-dessus du lit où repose le condamné à mort. C’est Histoire d’un crime, et l’on assiste à trois souvenirs de la vie de celui qui est devenu un assassin :
« – Dans le premier, le criminel est encore un enfant. Accompagné par sa mère, il vient saluer son père menuisier qui l’embrasse affectueusement ;
– Dans le deuxième, il est adolescent et apprenti, et il s’assied à la table familiale après avoir embrassé ses parents ;
– Dans le troisième, il est adulte, il perd tout son argent en jouant aux cartes avec un tricheur. Arrive un homme bien habillé, on reconnaît le caissier de la banque, qui a été assassiné au début du film. L’homme exhibe une bourse garnie pour se payer une liqueur qu’il consomme au comptoir avant de repartir au travail. Son futur assassin lui emboîte le pas. »
La force du flash-back, nouveauté à l’époque, est décuplée par le split screen, autre nouveauté, d’autant que tout de suite après, les bourreaux viennent chercher l’assassin pour procéder à son exécution.
En 1903, le réalisateur américain Edwin S. Porter utilise le split screen dès le premier plan de son film La Vie d'un pompier américain pour introduire cette fois un flash-forward. Un pompier de garde a la prescience d’un incendie où sont menacées par les flammes une mère et sa fille qui lui apparaissent dans un split screen de forme circulaire.

## Cinéma contemporain
Cependant, en règle générale, le split screen met en place des divisions rectangulaires et les actions représentées dans les différents cadres sont le plus souvent simultanées, mais se situent dans des lieux différents. C’est le cas très usité des scènes de conversations téléphoniques qui montrent dans un même plan splitté les deux (ou trois) interlocuteurs en même temps, comme dans Confidences sur l’oreiller, réalisé en 1958 par Michael Gordon. Peuvent être aussi des actions simultanées en un lieu unique, vues sous des angles différents. Ainsi, « dans la série 24 heures chrono, les actions sont souvent montrées en split-screen, et chacune des vignettes contient l’un des personnages qui dialogue par téléphone avec un autre, ou bien elle rappelle les diverses actions en cours, ou encore représente le même personnage au même moment, vu selon deux axes de prise de vue différents. Ce multi caméras en simultané permet de voir en gros plan les réactions intimes du personnage, sa curiosité, son attention ou sa peur, et en plan plus large sa progression dans le décor. »
Cette technique est utilisée systématiquement, à des fins stylistiques, dans L'Affaire Thomas Crown réalisé par Norman Jewison. Dans Timecode, réalisé par Mike Figgis, dont l'action conduit quatre histoires parallèles, filmées en temps réel et présentées dans quatre cadres, le procédé est permanent, employé en tant qu'élément même de narration. 
Le split screen est aussi un effet prisé par le réalisateur Brian De Palma, en particulier dans la première partie de sa carrière. Il a ainsi tourné le documentaire Dionysus in '69, captation d'une pièce de théâtre, entièrement avec ce procédé car, en voyant la pièce montrée dans le film, il est fasciné par la juxtaposition entre l'œuvre et la manière dont les acteurs interagissent avec le public ; pour rendre ces deux niveaux, le multi-image lui semble la meilleure méthode. Il estime que cela demande une grande préparation pour créer « une sorte de synthèse dans l'esprit de votre spectateur » et impose de tourner deux fois plus de plans. En 2001 il note que ce procédé n'est pas adapté aux scènes d'action car il s'agit « [d']une forme trop méditative, parfaite pour les contrepoints mais inappropriée quand il s'agit d'enchaîner des plans très rapidement. » Il regrette de l'avoir utilisé dans Carrie au bal du diable, dans la séquence de destruction de la salle de bal car cela crée selon lui trop de distance entre le spectateur et ce qui se passe sur l'écran. Il l'utilise ensuite dans Sœurs de sang et Phantom of the Paradise. Il ne s'en sert qu'avec parcimonie dans la suite de sa carrière : « Plus on vieillit, moins on raffole de ce genre de gimmicks. On a tendance à revenir aux bases », affirme-t-il en 2001. Néanmoins, il réutilise le multi-image dans Femme fatale en 2002.
Le split screen a beaucoup été utilisé dans les Carnets filmés que Gérard Courant tourne depuis le début des années 1970. En général, il pratique cette division de l'image sur des épisodes entiers. Il a divisé son écran en quatre parties dans 18 épisodes et en trois parties dans 3 épisodes.
Le split screen a été parodié dans Le Grand Détournement (film créé par une équipe de Canal+ uniquement à partir d'extrait de films classiques, avec un nouveau doublage et des dialogues comiques). Dans une scène, deux personnages commencent leur conversation en split screen. Un des personnages s'en agace et la disparition de l'effet révèle qu'ils sont en réalité dans le même plan, l’un à côté de l’autre. Le même gag est produit dans Chattomique, épisode du dessin animé South Park.
Dans les émissions en direct de la télévision, il est fait couramment appel au multi-image pour mettre en page les duplex, chaque correspondant bénéficiant d'une portion de l'écran.

### Liste non exhaustive de films et séries télévisées utilisant cet effet
- 1913 : Suspense de Phillips Smalley et Lois Weber
- 1914 : Drame au téléphone (ru) de Yakov Protazanov
- 1927 : Napoléon d'Abel Gance
- 1929 : L'Homme à la caméra de Dziga Vertov
- 1935 : Le Sultan rouge (Abdul the Damned) de Karl Grune
- 1937 : Un jour aux courses (A Day at the Races) de Sam Wood
- 1941 : Hellzapoppin de H. C. Potter (décadrage lors d'une projection cinématographique, les personnages se parlent entre le haut et le bas de l'image)
- 1943 : Créature du diable (Dead Men Walk) de Sam Newfield
- 1946 : Jusqu'à la fin des temps (Till the End of Time) d'Edward Dmytryk lors d'une conversation téléphonique entre Dorothy McGuire  et Guy Madison
- 1956 : Anak-ku Sazali de Phani Majumdar (en)
- 1960 : Voulez-vous pêcher avec moi ? (The Facts of Life) de Melvin Frank
- 1966 : Grand Prix de John Frankenheimer
- 1968 : Events de Fred Baker (de)
- 1968 : Symbiopsychotaxiplasm (en) de William Greaves (en)
- 1968 : L'Affaire Thomas Crown de Norman Jewison
- 1968 : L'Étrangleur de Boston de Richard Fleischer
- 1969 : En cinquième vitesse de Tinto Brass
- 1970 : Woodstock de Michael Wadleigh
- 1970 : Dionysus in '69 de Brian De Palma et Richard Schechner
- 1970 : Carnets filmés de Gérard Courant
- 1971 : Charlie et la chocolaterie (Willy Wonka & the Chocolate Factory) de Mel Stuart
- 1971 : Le Venin de la peur de Lucio Fulci
- 1971 : Amicalement vôtre de Robert S. Baker (générique)
- 1973 : Sœurs de sang de Brian De Palma
- 1973 : Wicked, Wicked (en) de Richard L. Bare
- 1974 : Phantom of the Paradise de Brian De Palma
- 1976 : Carrie au bal du diable de Brian De Palma
- 1977 : Annie Hall de Woody Allen
- 1977 : L'Ultimatum des trois mercenaires de Robert Aldrich
- 1980 : Téléphone public de Jean-Marie Périer
- 1980 : Rien n'arrête la musique de Nancy Walker
- 1980 : Pulsions (Dressed to Kill) de Brian De Palma
- 1982 : Creepshow de George A. Romero
- 1982 : Ernie Kovacs: Television's Original Genius de Keith Burns
- 1984 : C'est la faute à Rio (Blame It on Rio) de Stanley Donen
- 1990 : Le Bûcher des vanités de Brian De Palma
- 1990 : Les Arnaqueurs de Stephen Frears
- 1991 : Prospero's Books de Peter Greenaway
- 1995 : Prête à tout (To Die For) de Gus Van Sant
- 1996 : Wat's Pig (en) de Peter Lord
- 1996 : Karmina de Gabriel Pelletier
- 1997 : Dobermann de Jan Kounen
- 1997 : Boogie Nights de Paul Thomas Anderson
- 1998 : Snake Eyes de Brian De Palma
- 1998 : X-Files : Aux frontières du réel (The X-Files), épisode Triangle de Chris Carter
- 1998 : Cours, Lola, cours de Tom Tykwer
- 1998 : Sex and the City Darren Star
- 1999 : Terror Firmer de Lloyd Kaufman
- 2000 : Requiem for a Dream de Darren Aronofsky
- 2000 : An American Daughter (en) de Sheldon Larry
- 2000 : Once in the Life de Laurence Fishburne
- 2000 : Snatch : Tu braques ou tu raques (Snatch) de Guy Ritchie
- 2000 : Timecode de Mike Figgis
- 2000 : Scotland Yard, crimes sur la Tamise (Trial & Retribution) saison 4, Erreur judiciaire de Michael Whyte
- 2001 : Hotel de Mike Figgis
- 2001 : 24 heures chrono (24) de Joel Surnow et Robert Cochran
- 2002 : L'Auberge espagnole de Cédric Klapisch
- 2002 : 11'09"01 - September 11 de Samira Makhmalbaf, Claude Lelouch, Youssef Chahine, Danis Tanović, Idrissa Ouedraogo, Ken Loach, Alejandro González Iñárritu, Amos Gitaï, Mira Nair, Sean Penn et Shōhei Imamura
- 2002 : La Cité de Dieu (Cidade de Deus) de Fernando Meirelles
- 2002 : Phone Game (Phone Booth) de Joel Schumacher
- 2002 : Austin Powers dans Goldmember (Austin Powers in Goldmember) de Jay Roach
- 2002 : Brown Sugar de Rick Famuyiwa
- 2002 : Dirty Deeds (en) de David Kendall (en)
- 2002 : Femme fatale de Brian De Palma
- 2002 : Le Smoking (The Tuxedo) de Kevin Donovan
- 2002 : Naqoyqatsi de Godfrey Reggio
- 2002 : Narc de Joe Carnahan
- 2002 : Spun de Jonas Åkerlund
- 2002 : Opération funky (Undercover Brother) de Malcolm D. Lee
- 2002 : Cube² : Hypercube d'Andrzej Sekula
- 2003 : Les Lois de l'attraction (The Rules of Attraction) de Roger Avary
- 2003 : Hulk d'Ang Lee
- 2003 : Love Actually de Richard Curtis
- 2003 : Kill Bill : Volume 1 (Kill Bill: Vol. 1) de Quentin Tarantino
- 2003 : Anything Else de Woody Allen
- 2003 : Bye Bye Love (Down with Love) de Peyton Reed
- 2003 : La Maison des mille morts (House of 1000 Corpses) de Rob Zombie
- 2003 : The Tulse Luper Suitcases de Peter Greenaway
- 2003 : Verschwende deine Jugend (de) de Benjamin Quabeck (de)
- 2003 : Sideways d'Alexander Payne
- 2004 : D-Day, leur jour le plus long (D-Day 6.6.1944) de Richard Dale, Kim Bour, Pamela Gordon et Sally Weale
- 2005 : Les Parrains de Frédéric Forestier
- 2005 : Le Clown, le film (Der Clown) de Sebastian Vigg
- 2005 : La Méthode (El método) de Marcelo Piñeyro
- 2006 : Conversation(s) avec une femme (Conversations with Other Women) de Hans Canosa (en)
- 2006 : R.I.S Police scientifique de Stéphane Kaminka
- 2007 : Into the Wild de Sean Penn
- 2007 : The Tracey Fragments de Bruce McDonald
- 2009 : OSS 117 : Rio ne répond plus de Michel Hazanavicius
- 2009 : Good Morning England (The Boat That Rocked) de Richard Curtis
- 2009 : Duplicity de Tony Gilroy
- 2009 : Hôtel Woodstock (Taking Woodstock) d'Ang Lee
- 2011 : 127 heures (127 Hours) de Danny Boyle
- 2011 : The Green Hornet de Michel Gondry
- 2011 : X-Men : Le Commencement de Matthew Vaughn
- 2012 : Passion de Brian De Palma
- 2013 : Tandis que j'agonise (As I Lay Dying) de James Franco
- 2013 : Quai d'Orsay de Bertrand Tavernier
- 2014 : Le Pari (Draft Day) d'Ivan Reitman
- 2014 : Saint Laurent de Bertrand Bonello
- 2015 : Agents très spéciaux : Code UNCLE (The Man from UNCLE) de Guy Ritchie
- 2016 : Detour de Christopher Smith
- 2019 : Lux Æterna de Gaspar Noé
- 2021 : Vortex de Gaspar Noé
- 2023 : The Marvels de Nia DaCosta

### Liste de films d'animation utilisant cet effet
- 1937 : Streamlined Greta Green de Friz Freleng
- 1939 : Le crime ne paie pas (Thugs with Dirty Mugs) de Tex Avery
- 1940 : Les Sept Merveilles du monde (Cross Country Detours) de Tex Avery
- 1940 : The Bear's Tale de Tex Avery
- 2000 : The Boy Who Saw the Iceberg (en) de Paul Driessen
- 2005 : Flatlife de Jonas Geirnaert

## Application dans les jeux vidéo
La technique est également utilisée dans le jeu vidéo, dans les modes de jeu à plusieurs. L'écran est généralement divisé en deux ou quatre zones rectangulaires, chaque partie du moniteur sert alors de propre « écran » à chaque joueur. Elle trouve aussi un équivalent avec les fenêtres dans le domaine des interfaces graphiques, en informatique.
L'écran splitté est une fonctionnalité fréquemment utilisée pour des jeux vidéo multijoueurs, mais non-connectés à Internet. Cette technique a historiquement beaucoup été utilisée avant les années 2000 sur les consoles de jeux vidéo qui ne possédaient pas de connexion Internet. Cependant, le jeu en ligne en écran splitté est possible sur quelques jeux, même si peu depuis la fin des années 2000 proposent cette fonctionnalité, à cause de la généralisation des accès à Internet disponibles sur les plates-formes et chez les utilisateurs.

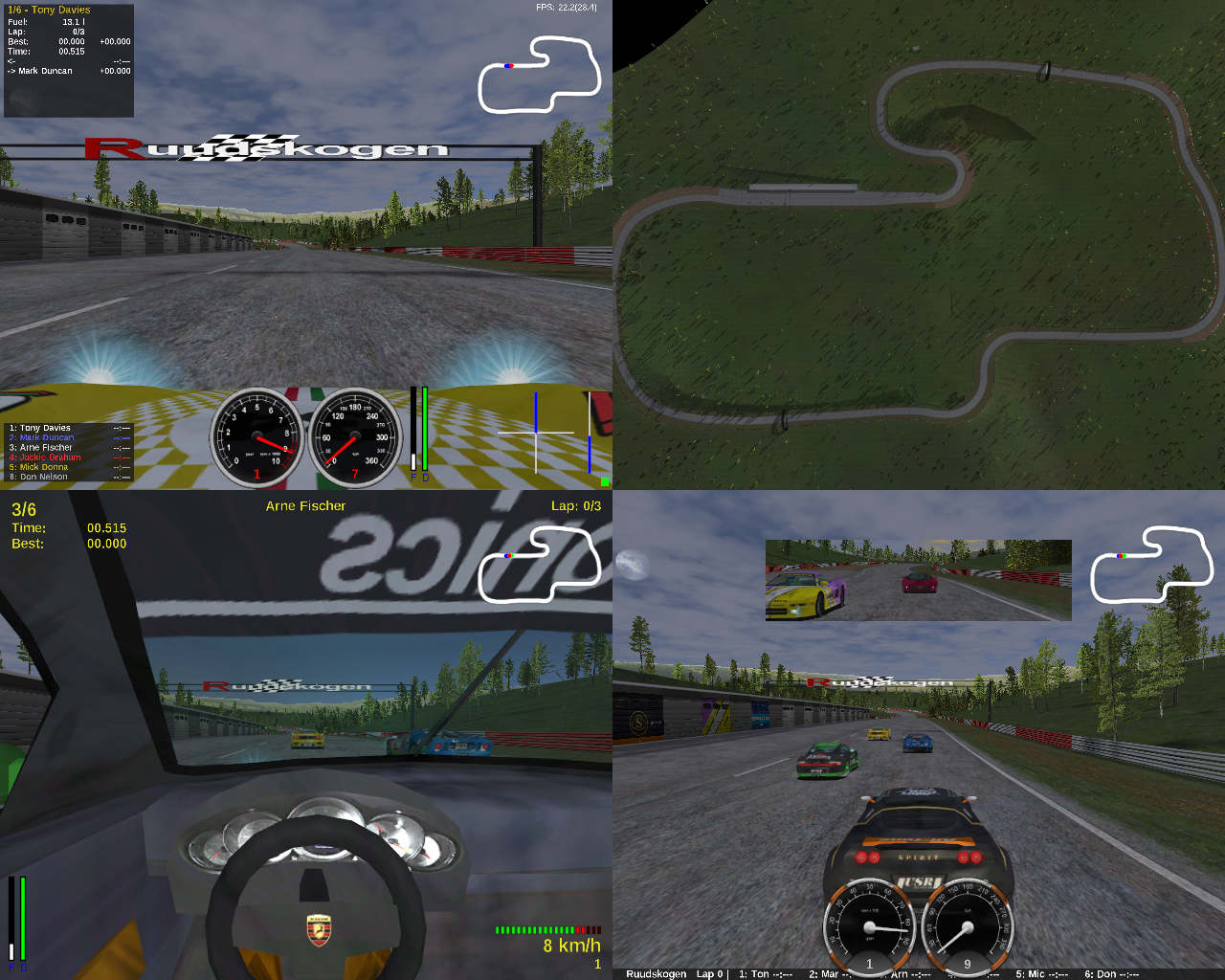
Le jeu Speed Dreams propose un jeu en écran splitté.

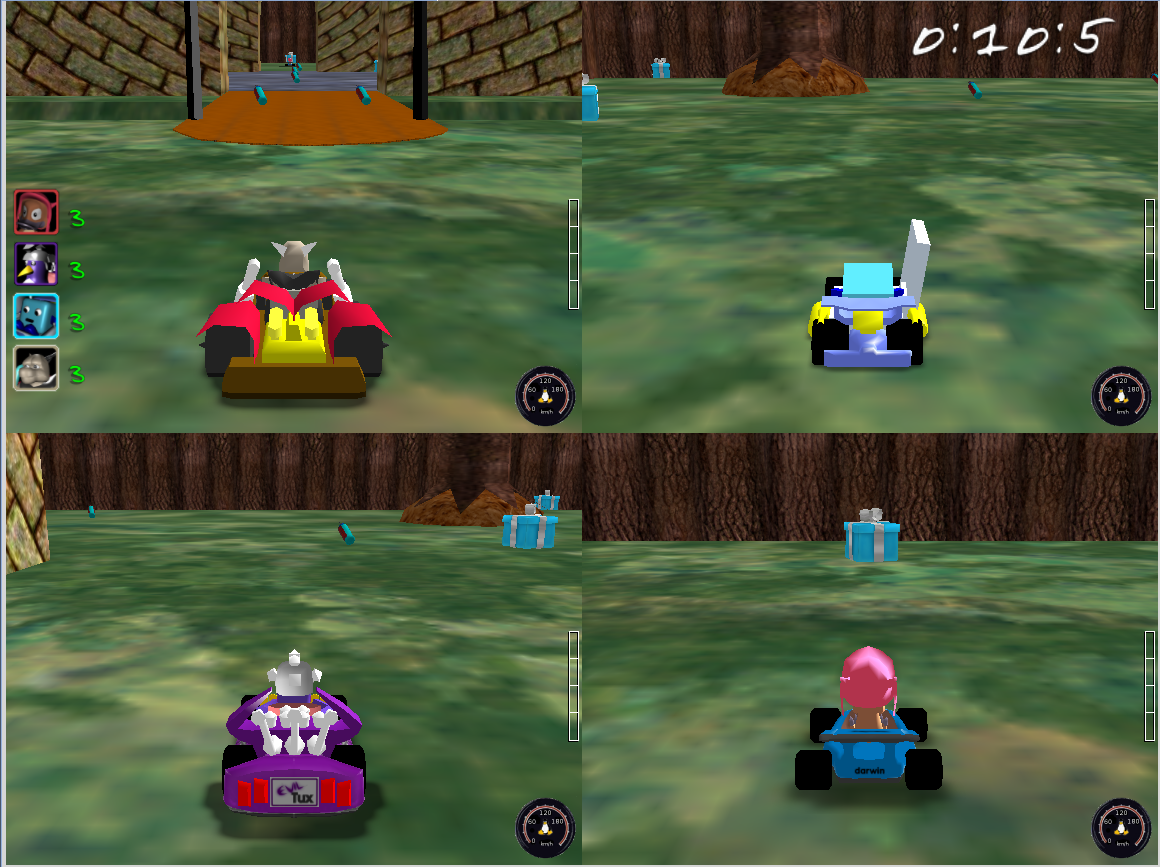
Écran splitté à quatre joueurs dans SuperTuxKart.

Dans sa forme la plus facilement compréhensible, un écran divisé pour un jeu vidéo avec un mode deux joueurs (ou plus), est l'affichage en même temps et sur un même écran, des parties de plusieurs joueurs. À l'écran, l'ATH est divisé le plus souvent en surfaces égales entre tous les participants (de moitié pour deux joueurs), à la verticale ou à l'horizontale. Chaque joueur joue en temps réel, dans le même environnement ou dans un même niveau.
L'écran splitté permet à plusieurs personnes de jouer en même temps, surtout avec une seule plate-forme de jeu ; Cette proximité permet aussi aux joueurs de communiquer simplement, ce qui n'est pas toujours le cas dans des jeux multijoueurs en ligne. Cela permet aussi à chaque joueur de voir comment joue ou plus précisément ce que fait l'autre joueur. D'un autre côté, la possibilité de regarder ce que fait son adversaire est aussi une forme de triche. L'écran splitté offre également le désavantage de réduire le visuel et de compliquer le jeu à cause du manque de lisibilité.